# Antoni Aymat Segimon
Antoni Aymat Segimon (Reus 7 de juny de 1851 - circa 1900) va ser un gravador, vidrier i pintor català. Era germà de Josep Aymat Segimon, militar que va participar en la Tercera Guerra Carlina i va escriure tractats de temàtica militar.
Era fill d'Antoni Aymat, argenter de Tarragona, i de Maria Segimon, de Reus. Va estudiar a l'Escola de Belles Arts de Barcelona, i per pagar-se els estudis va treballar de pintor-decorador. Va ser soci fundador del Centre d'Aquarel·listes. Els seus primers treballs van obtenir un premi en un certamen de l'Ateneu Barcelonès. Es va establir a Barcelona com a vidrier gravador i va participar en un concurs promogut pel Foment del Treball Nacional on va presentar diversos gravats en vidre i on va obtenir una medalla de bronze. Va participar també a la Exposició Universal de Barcelona de l'any 1888, presentant un retrat de mida natural gravat sobre un mirall i diverses porcellanes pintades i vidrieres de colors variats. Una vista general de Barcelona pintada a l'oli li va valdre una medalla de plata.